# Cirque Phénix
Pour les articles homonymes, voir Phénix (homonymie).
Le cirque Phénix est une entreprise française spécialisée dans le cirque moderne.

## Histoire
Créé par Alain M. Pacherie, le cirque bénéficie d'un chapiteau particulièrement grand, sans structures internes, réputé « plus grand chapiteau du monde » avec « 6000 » assises.
Spectacles de cirque désormais sans animaux et sans Monsieur Loyal traditionnel, ils sont des créations modernes fondées sur des trames écrites, des contes ou des légendes anciennes ou urbaines. Le spectacle de 2018 est ainsi adapté du « Roi des Singes » de Sun Wukong.
Il accueille le festival mondial du cirque de demain sur la pelouse de Reuilly dans le 12e arrondissement de Paris tous les ans fin janvier. 